# Gravats Rupestres de Tanum
Els gravats rupestres de Tanum es troben a la costa occidental de Suècia, aproximadament a la mateixa distància d'Oslo i de Göteborg, a uns 150 quilòmetres al nord de Göteborg, a la província històrica de Bohuslän, municipi de Tanum: la principal localitat és Tanumshede. Són els més famosos gravats rupestres de Suècia. El lloc està inscrit en la llista del Patrimoni mundial de la UNESCO des de 1994.

## Els gravats rupestres al nord d'Europa

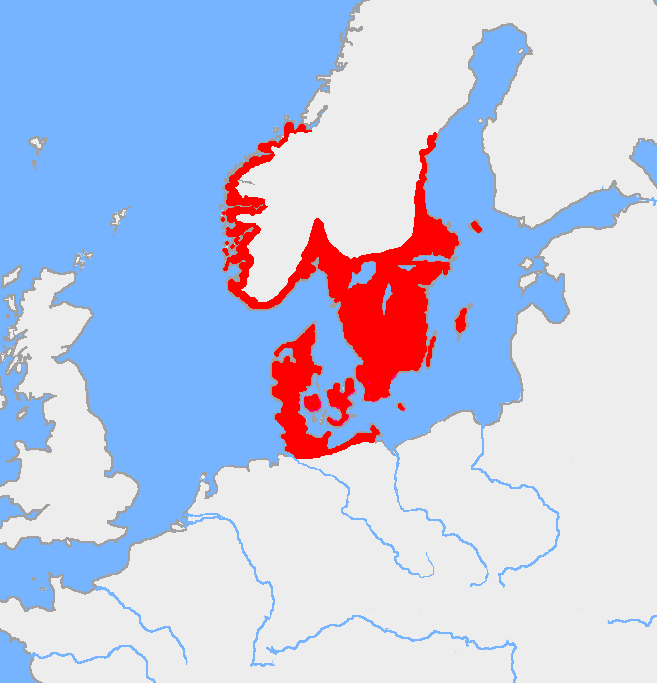
Extensió de la cultura de l'edat del bronze cap el 1200 aC

A Escandinàvia del Nord, àmplies regions de Noruega i centre de Suècia, nombrosos gravats representant caçadors i animals poden estar vinculats al temps megalític. Més al sud, els gravats, realitzats sobre lloses rocoses, es refereixen més aviat a la vida dels agricultors i daten de l'edat del bronze. A Alemanya (Schleswig-Holstein i Baixa Saxònia) són presents les cúpules, imatges de mans o peus, imatges del sol i de figures humanes. A Dinamarca es van trobar centenars de gravats, sobretot de cúpules. A Noruega els gravats més importants es troben a Ostfold, Rogaland i Trøndelag (prop de Trondheim). Els gravats són molt més nombrosos a Suècia, en particular a Bohuslän, Östergötland i Uppland. A Bohuslän al voltant de 1.200 roques planes tenen figures.

## La regió de Tanum

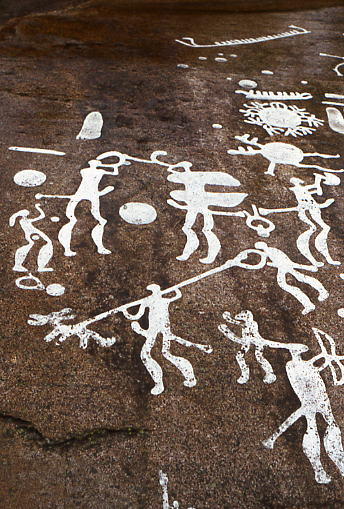
Gravats de la regió

La regió és especialment rica en vestigis prehistòrics, dòlmens i coves funeràries de l'època megalítica, gravats rupestres i túmuls de l'edat del bronze, camps de sepultures, menhirs, Domar-ringar ('cercles dels jutges') i grans pedres disposades en forma de navilis que daten de l'edat del ferro. Els frescos van ser gravats per martelleig amb l'ajuda de pedres dures, sobre lloses de granit al principi de l'edat del bronze, entre 1800 i 500 aC. Alguns gravats de Vitlycke, com els dels humans que porten escuts quadrangulars, no podrien ser, però, anteriors al 300 aC. Els motius representats són significatius de les creences dels humans en aquesta regió del sud de Suècia. Els temes agrícoles i de caça són nombrosos, així com els vaixells. Els gravats s'agrupen generalment en petits quadres separats, però hi ha també escenes més àmplies. Es van trobar més de 10.000 gravats a la regió de Bohuslän. La majoria dels gravats han estat destacats amb pintura vermella per més llegibilitat, però no se sap si estaven acolorits en origen.

## Llocs
Vitlycke, a dos quilòmetres aproximadament al sud de Tanum, presenta set grups de frescs. El més gran, sobre una llosa inclinada de 30 a 35 graus amb relació a l'horitzontal, té una alçada de 7 metres i una amplada de 22 metres. Estan representades més de 400 imatges i símbols, de les quals al voltant de 250 són figuracions i 165 cúpules. Reuneix, en particular, nombrosos vaixells i una famosa parella: la dels joves casats, i molt a prop un home que esgrimeix una destral.
Sis conjunts, clarament menys importants i més deteriorats, es troben més al sud, en una distància total de prop de 500 metres. El segon presenta un vaixell d'una forma relativament rara amb el pont corb, el quart, diverses aus (grues?) de coll llarg caçades per un home que aixeca una destral.
Dos túmuls funeraris fets amb grans pedres es troben a les zones elevades. S'ha establert un museu consagrat als gravats en aquest lloc, i també una granja de l'època, reconstruïda.
Finntorp, a un quilòmetre aproximadament al nord de Vitlycke, és més difícil de trobar.
Aspeberget, a un quilòmetre aproximadament al sud de Vitlycke: entre les nombroses escenes, destaca la de ramats amb els seus pastors, un arquer, un pagès, un carro.
Litsleby, a un quilòmetre aproximadament al sud-oest d'Aspeberget, presenta cúpules i petjades de peus, figuracions humanes i animals, en particular el gravat de més de dos metres d'un home que porta una espasa i una javelina, el major identificat d'aquesta època. El lloc de Tegneby és a 100 metres (home sobre cavalls).
Fossum, a tres quilòmetres aproximadament al nord-est de Tanum, té al voltant de 200 gravats, que daten de 700-600 aC (nombrosos vaixells i figuracions humanes que porten espases i destrals).

## Història

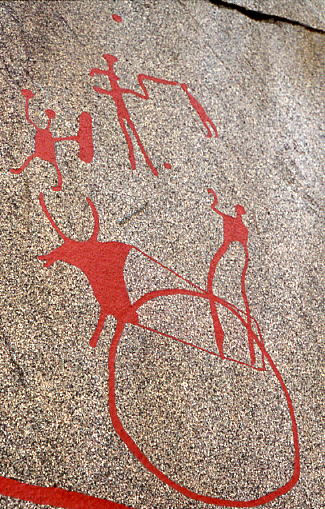
Altres gravats rupestres

El 1627 Peder Alfaön, professor de la Universitat de Kristiana (Oslo), va realitzar les primeres còpies dels gravats després d'un viatge a la regió del Bohuslän. El 1848 Axel Emanuel Holmberg va publicar Skandinaviens Hällristningar ('Gravats rupestres d'Escandinàvia'), en el qual presenta una part de les figuracions gravades de Vitlycke. El 1881-1891 i 1891-1908 el dibuixant danès Lauritz Baltzer realitza en dos volums Hällristningar fran Bohuslän ('Gravats rupestres del Bohuslä'), que conté reproduccions de 248 figuracions.

## Interpretació
Les interpretacions contemporànies estan d'acord a reconèixer una dimensió religiosa a aquests gravats, en relació amb les creences i els cultes de poblacions que practicaven l'agricultura.

## Cúpules
Trobem aquests buits circulars amb forma de talls, d'un diàmetre de dos a cinc centímetres i d'una profunditat d'un centímetre, sobre la majoria de les roques. Al lloc de Vitlicke se'n compten al voltant de 165. Una línia vertical de set metres, sobre la part dreta de la llosa principal, reuneix 68 cúpules.
Aquestes cúpules es van interpretar com figuracions del sol, la lluna, dels astres o de gotes de pluja. Evocant els forats cavats amb les aixades en els camps per sembrar els cereals, se les va considerar també símbols de la fecundació de la terra pel déu del cel. Altres interpretacions diuen que aquestes cúpules es van gravar per alliberar la força o "raja" de la roca, la pols de pedra obtingut per la perforació era barrejat després amb les llavors o amb el farratge per transferir la seva fertilitat al sòl conreat i al bestiar.

## Figuracions animals
Una dotzena d'animals es van gravar a Vitlycke, dels quals és difícil precisar les espècies. A la part superior de la llosa, a la vora de la línia de cúpules, es poden identificar dos petits cérvols. La majoria dels animals, freqüentment gossos i cavalls, són quadrúpedes: les quatre potes estan representades, fins i tot els que es van realitzar de perfil. Hi ha un animal amb banyes, que pot ser una vaca o un bou. És possible que es tracti de víctimes de sacrificis. També hi està representada una balena.
Les figuracions animals i humanes apareixen sovint associades, així es veu en la composició en la qual en la part de dalt d'un cercle, es troben reunides les siluetes d'un bou i d'un home. A la dreta d'aquest gravat altre home sembla subjectar un animal de la brida. Trobem encara un home a cavall, estilitzat en un traç vertical com els passatgers dels vaixells.
En un altre gravat, a la part alta, a l'esquerra de la línia de cúpules, un cavall està lligat a un carro conduït per un déu o el seu representant en un culte, porta banyes i sembla vestit amb una pell d'animal, amb una serp col·locada davant del fal·lus. Aquest carro de culte, imitant el tro, havia d'implorar la pluja fertilitzant. A baix a la dreta de la llosa de Vitlycke, un home amb els braços elevats (orant) fa front a una serp, cosa que pot confirmar l'associació del fal·lus i la serp en el culte de la fertilitat.

## Figuracions humanes
A Vitlycke n'hi ha més de 50. Una amb els braços en horitzontal de 4,5 metres de longitud, podria ser la imatge d'un sacerdot. Estan representats nombroses persones amb les mans elevades, senyal de la dimensió religiosa dels gravats. Sovint van armats amb espases, javelines, arcs o destrals. Diverses figures estan representades amb un llarg fal·lus. Algunes presenten forts mentons o adornen els caps amb banyes o altres atributs. Només són identificables clarament dues figuracions femenines per la presència de trenes o de cabelleres més poblades. Una d'aquestes figures, amb els genolls corbats, és considerada com un dels més bells gravats de l'edat del bronze. La seva posició recorda la d'alguns personatges (orants) dibuixats a bord dels vaixells.
Un dels gravats més notables de Vitlycke és l'anomenat dels "Joves casats": representa un home i una dona (cabell llarg) que s'abracen. A la seva esquerra un home, dues vegades més gran, està girat cap a ells i aixeca una destral. Segurament és una divinitat, del tro o del llamp. Una hipòtesi interpreta l'escena com un casament ritual i fecundació simbòlica de la dea mare.
Semblaria que la mort i els funerals del déu de la fertilitat, moment important de l'any agrícola, estan esmentats en una escena de "lament" on la dona agenollada examina un home que porta una espasa i els peus toquen un vaixell. Aquesta figuració correspondria a les cerimònies practicades a la tardor, amb la sortida en vaixell del déu de la fertilitat, la volta s'acull en triomf a la primavera. Aquesta volta està representada probablement en l'escena on set petits "orants" estan col·locats davant d'una silueta, molt més gran, del déu o del representant del seu culte.
La part alta de la gran llosa de Vitlycke, a una part i a l'altra de la línia de cúpules, presenta una escena de lluita segurament més ritual que real, entre els representants de l'estiu i de l'hivern, com va existir en les festes populars.

## Galeria d'imatges

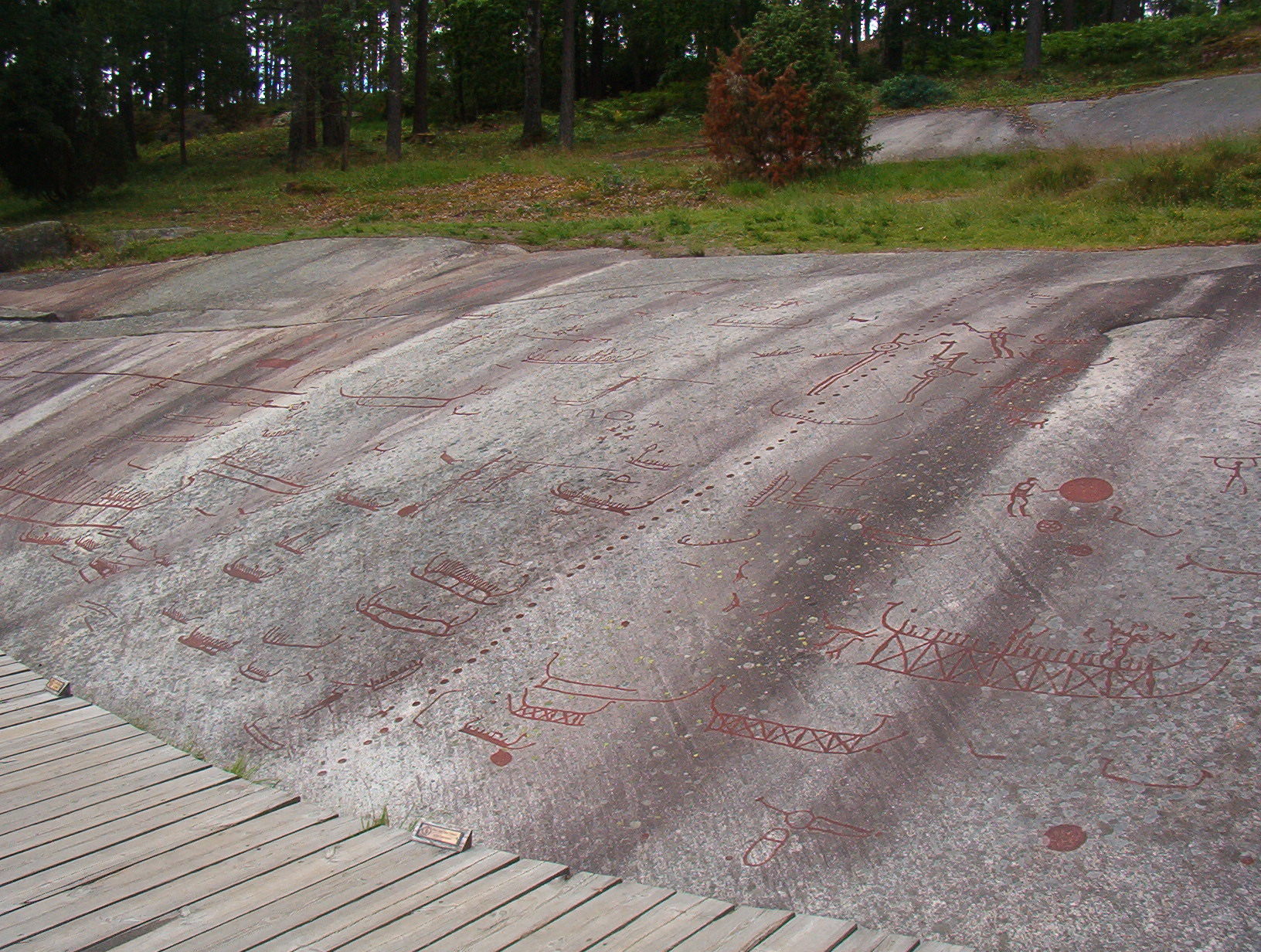
Vitlycke, la llosa principal
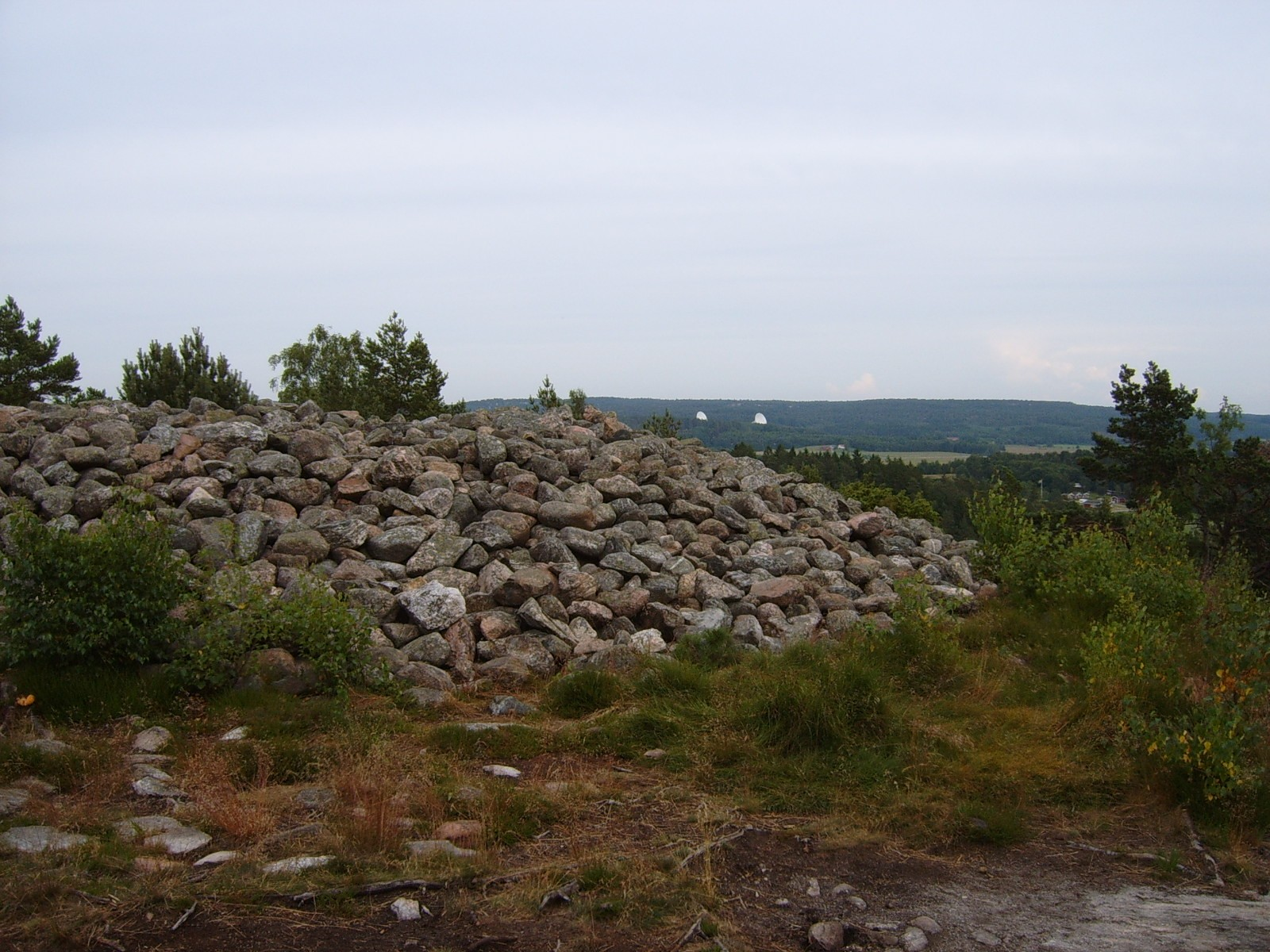
Els túmuls de Vitlycke
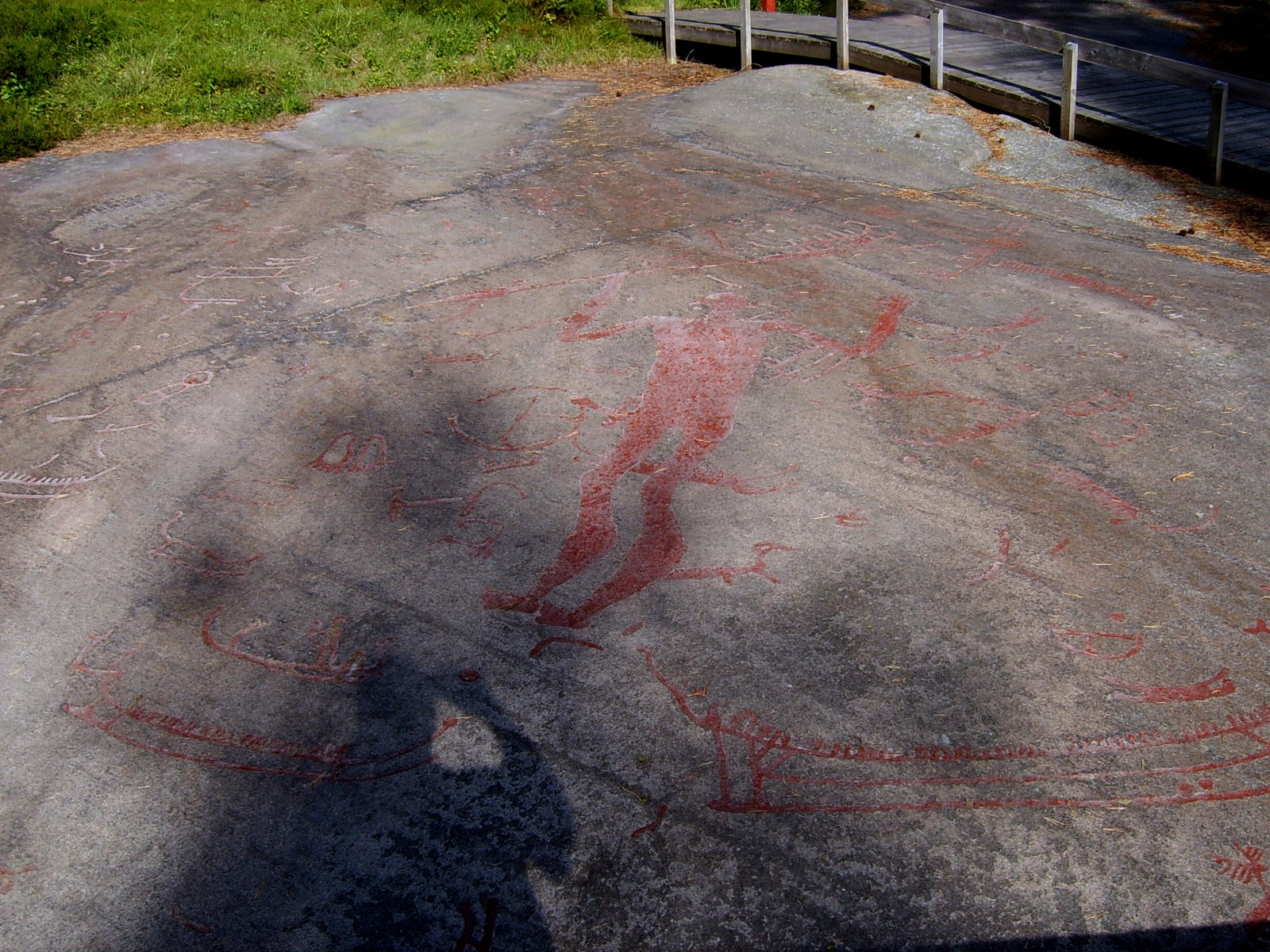
Litsleby, El gran home amb la javelina
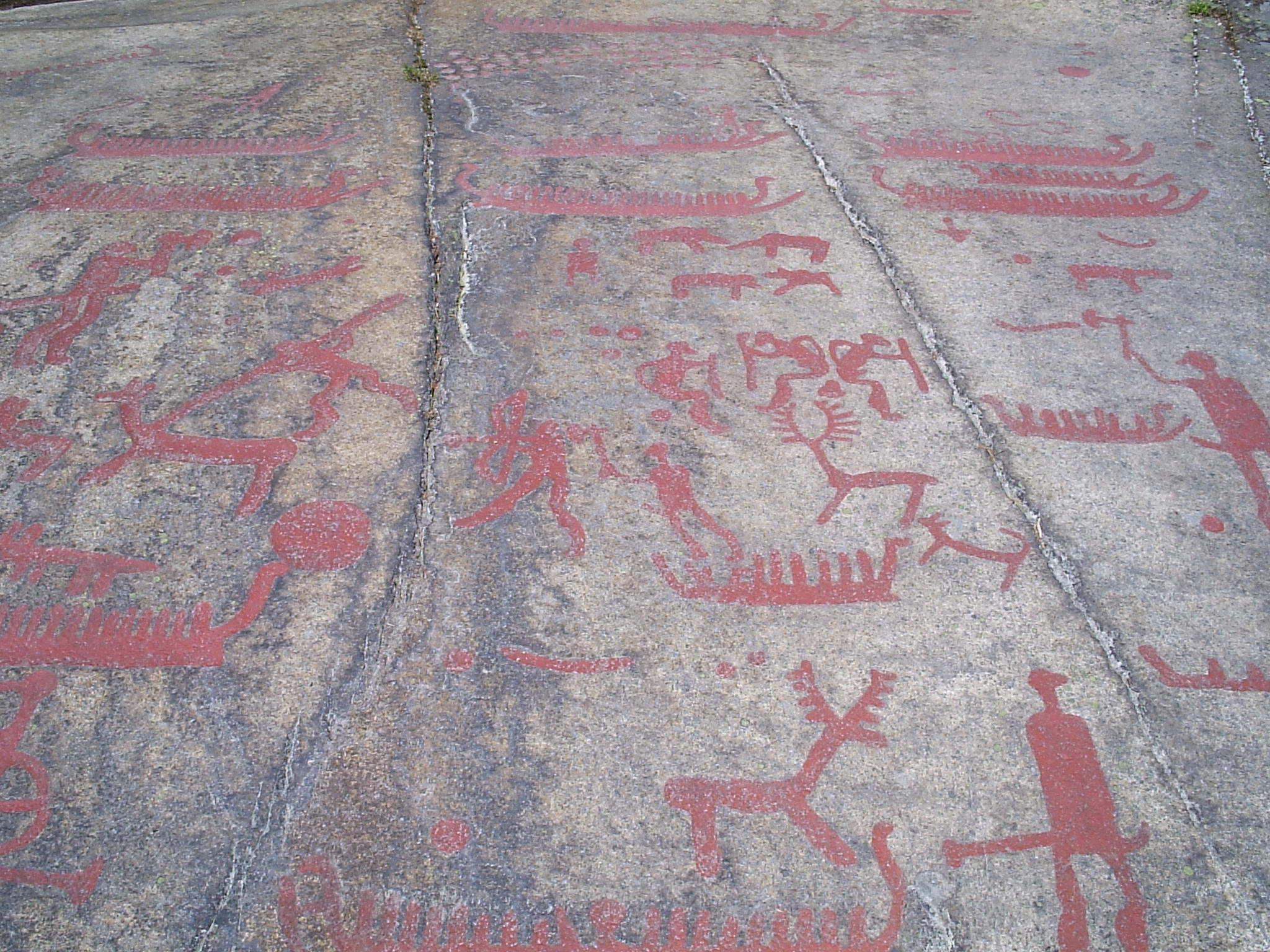
Fossum
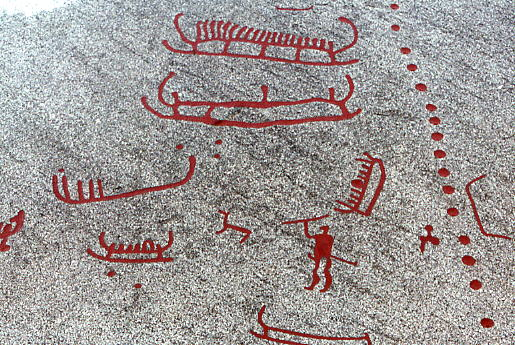
Vitlycke, llosa principal dreta, detall
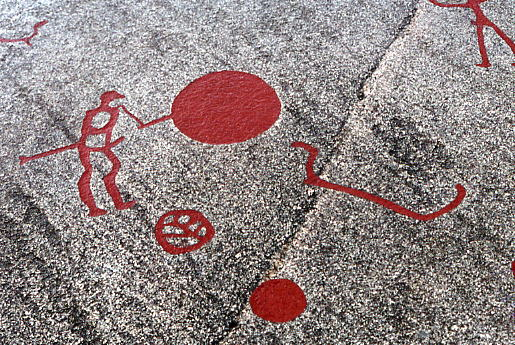
Vitlycke, llosa principal dreta, detall
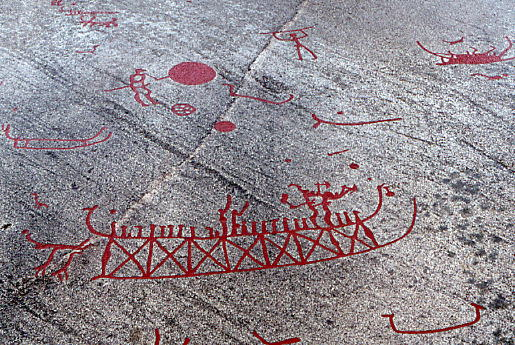
Vitlycke, llosa principal dreta, detall
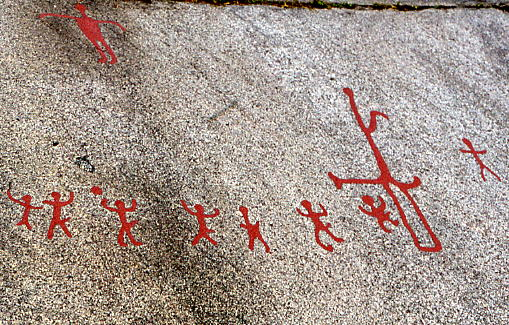
Vitlycke, llosa principal esquerra, detall
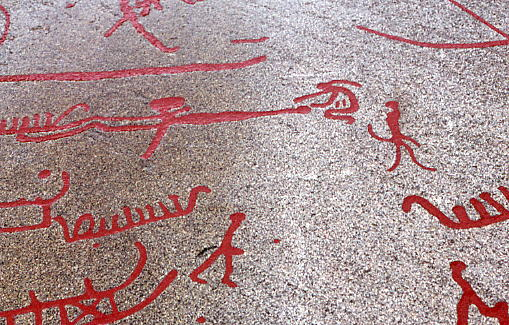
Vitlycke, llosa principal esquerra, detall
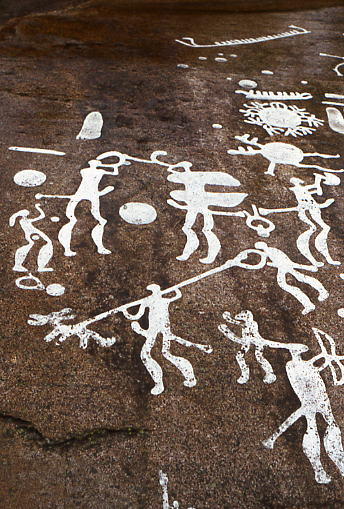
Un altre gravat de la regió
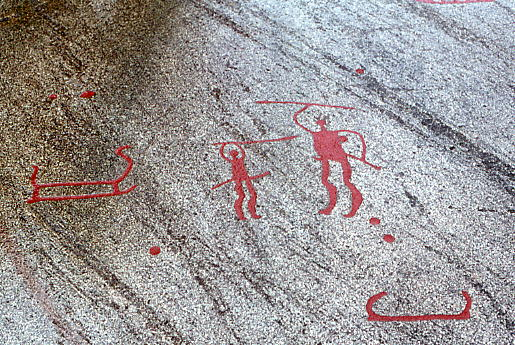
Vitlycke, llosa principal esquerra, detall
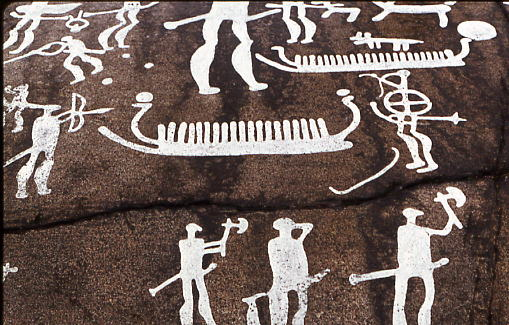
Un altre gravat de la regió
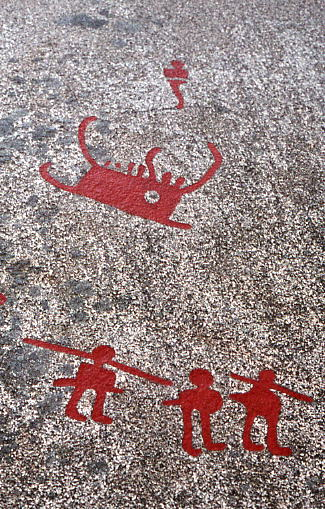
Vitlycke, llosa principal dreta, detall
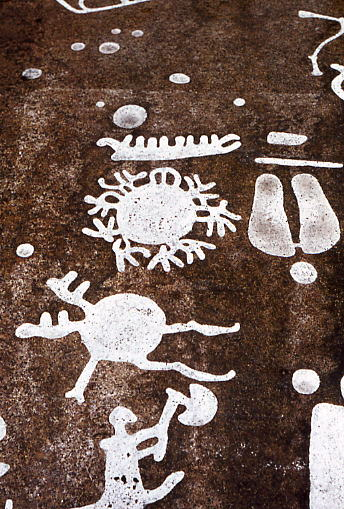
Un altre gravat de la regió
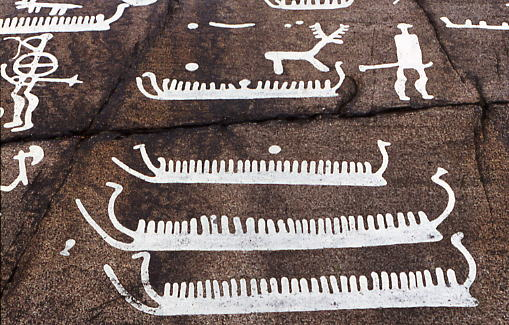
Un altre gravat de la regió
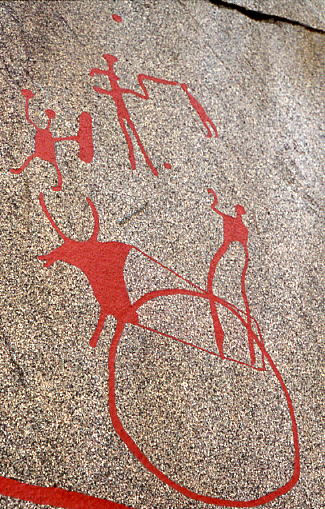
Vitlycke, llosa principal esquerra, detall
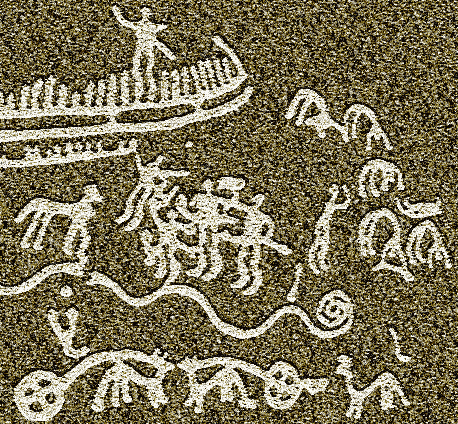
Un altre gravat:Askun raä